# Juncus brachyspathus
Juncus brachyspathus är en tågväxtart som beskrevs av Carl Maximowicz. Juncus brachyspathus ingår i släktet tåg, och familjen tågväxter. Inga underarter finns listade i Catalogue of Life.